# BETTY (雑誌)
『BETTY』（ベティ）は、笠倉出版社が2009年から2012年まで発行していた女性向けファッション雑誌。お姉ギャルや姫ギャル、キャバクラ嬢向けのヘアメイク情報を提供していた。

## 概説
メイクやヘアスタイリング方法について説明したDVDが毎号付録として付いていた。

## モデル
専属
- かな
- みお
- 桃華絵里
- 飯沼ももこ
- てんちむ
- 福地まゆ
- 愛咲姫花
- 吉咲みくる

読者モデル
- 佐藤あずみ
- 桜井愛
- 春日桜子
- 森川千春

### 過去
読者モデル
- 上ノ宮絵理沙
- 松下ありな
- すず